# Niklas Rainer
Niklas "Niki" Rainer född 9 maj 1983 i Borlänge  i Sverige, är en svensk alpin skidåkare och tränare. Han tävlade tidigare för IFK Borlänge Alpin, innan han gick över till Malungs SLK. I maj 2014 utsågs han till svensk landslagstränare.

## Karriär
Niklas Rainer slutade på 14:e plats i storslalom vid världsmästerskapen 2005 i Bormio och 2007 i Åre. Vid världscupdeltävlingar i Reiteralm, Österrike i december 2006 slutade han på sjunde plats i superkombinationen.
Niklas Rainer är även känd som att vara en av historiens bästa flackåkare, då han flertal gånger vunnit den prestige fyllda Entry League-tävlingen i Källviksbacken vid Falun.